# Hans Walter
Hans Walter (9 augustus 1889 – Stansstad, 14 januari 1967) was een Zwitsers roeier.
Walter won in de periode van 1911-1913 drie opeenvolgende Europese titels in de vier-met-stuurman. Walter won twee opeenvolgende olympische titels in 1920 en 1924, in 1924 won Walter tevens de bronzen medaille in de vier-zonder-stuurman, met zijn ploeggenoten van de vier-met-stuurman uitgezonderd de stuurman.

## Resultaten
- Olympische Zomerspelen 1920 in Antwerpen  in de vier-met-stuurman
- Olympische Zomerspelen 1920 in Antwerpen serie in de acht
- Olympische Zomerspelen 1924 in Parijs  in de vier-zonder-stuurman
- Olympische Zomerspelen 1924 in Parijs  in de vier-met-stuurman

1900: Henri Bouckaert & Jean Cau & Émile Delchambre & Henri Hazebrouck & Charlot / Gustav Goßler & Oskar Goßler & Walter Katzenstein & Waldemar Tietgens & Carl Goßler  ·
1912: Albert Arnheiter & Hermann Wilker  & Otto Fickeisen & Rudolf Fickeisen & Otto Maier·
1920: Willy Brüderlin & Max Rudolf & Paul Rudolf & Hans Walter & Paul Staub · 
1924: Émile Albrecht & Alfred Probst & Eugen Sigg & Hans Walter & Émile Lachapelle ·
1928: Valerio Perentin & Giliante D'Este & Nicolò Vittori & Giovanni Delise & Renato Petronio ·
1932: Hans Eller & Horst Hoeck & Walter Meyer & Joachim Spremberg & Carlheinz Neumann ·
1936: Hans Maier & Walter Volle & Ernst Gaber & Paul Söllner & Fritz Bauer·
1948: Warren Westlund & Gordon Giovanelli & Robert Martin & Robert Will & Allen Morgan ·
1952: Karel Mejta & Jiří Havlis & Jan Jindra & Stanislav Lusk & Miroslav Koranda ·
1956: Alberto Winkler & Romano Sgheiz & Angelo Vanzin & Franco Trincavelli & Ivo Stefanoni ·
1960: Gerd Cintl & Horst Effertz & Klaus Riekemann & Jürgen Litz & Michael Obst·
1964: Peter Neusel & Bernhard Britting & Joachim Werner & Egbert Hirschfelder & Jürgen Oelke ·
1968: Dick Joyce & Ross Collinge & Dudley Storey & Warren Cole & Simon Dickie ·
1972: Peter Berger & Hans-Johann Färber & Gerhard Auer & Alois Bierl & Uwe Benter ·
1976: Vladimir Jesjinov & Nikolai Ivanov & Michail Koeznetsov & Aleksandr Klepikov & Aleksandr Loekjanov ·
1980: Dieter Wendisch & Ullrich Dießner & Walter Dießner & Gottfried Döhn & Andreas Gregor ·
1984: Martin Cross & Richard Budgett & Andy Holmes & Steve Redgrave & Adrian Ellison·
1988: Bernd Niesecke & Karsten Schmeling & Bernd Eichwurzel & Frank Klawonn & Hendrik Reiher ·
1992: Iulică Ruican & Viorel Talapan & Dimitrie Popescu & Nicolae Țaga & Dumitru Răducanu
- Bibliothèque nationale de France: cb106726463 (data)
- International Standard Name Identifier: 0000 0003 8630 6766
- Nederlandse Thesaurus van Auteursnamen: 329224212
- Virtual International Authority File: 75129196
- WorldCat: E39PBJy4dgqXY6RVDdhBGVWRrq